# 白山神社 (山県市東深瀬)
東深瀬白山神社は岐阜県山県市東深瀬にある伊邪那美神を祀る白山神社。旧村社。拝殿が日本国により重要文化財に指定されている。
境内社には事代主神を祀る西宮子大明神、天照大御神を祀る神明神社、豊受大御神を祀る御鍬神社、伊邪那岐神を祀る別山宮、大山咋大神ならびに大己貴大神を祀る山王神社、大山祇大神を祀る大山祇神社がある。
創建不詳。氏子の所蔵する記録によれば、神護景雲2年（768年）に3月3日に突如晴天が曇り、寒風が吹き雷鳴が轟いた翌日に紫雲の中から伊邪那岐命の声が聞こえたため、都に報告して白山三所権現を祀ったのが始まりとされる。明治5年（1872年）に村社に指定された。例祭はかつては3月21日に行われていたが、現在では4月第1日曜日に変更されている。
重要文化財に指定されている拝殿は残されている棟札から文亀2年（1502年）に平光信を棟梁として建立されたことが判明している。大きさは正面5間、奥行きが3間で、屋根は入母屋造りの檜皮葺になっている。